# جام خیریه انگلستان ۱۹۷۶
 جام خیریه انگلستان ۱۹۷۶ ، ۵۴امین رقابت سالانه مابین قهرمانان لیگ دسته اول فوتبال انگلستان و جام حذفی فوتبال انگلستان است.
این مسابقه در تاریخ ۱۴ آگوست ۱۹۷۶ مابین تیم‌های لیورپول و ساوت‌همپتون در ورزشگاه ومبلی لندن برگزار شده‌است.
تیم لیورپول در این مسابقه با نتیجه یک بر صفر به پیروزی رسید.

## جزئیات مسابقه
| لیورپول   | ۱ – ۰ | ساوت‌همپتون |
| --------- | ----- | ---------- |
| توشاک ۵۰' |       |            |